# 1940년 미국 상원의원 선거
1940년 미국 상원의원 선거는 1940년 11월 5일에 1940년 미국 대통령 선거와 1940년 미국 하원의원 선거와 같이 치러졌다. 민주당은 3석이 줄어들었지만 원내 과반에 성공하였다.

## 선거 결과
| 정당            | 선거결과 | 의석 수 |
| --------------- | -------- | ------- |
| 민주당          | 22석     | 66석    |
| 공화당          | 13석     | 28석    |
| 위스콘신 진보당 | 1석      | 1석     |

### 위스콘신주
| 순위    | 후보                       | 정당   | 득표율 | 비고 |
| ------- | -------------------------- | ------ | ------ | ---- |
| 1       | 로버트 M. 라 폴레트 주니어 | 진보당 | 45.3%  |      |
| 2       | 프레드 H. 클로어센         | 공화당 | 41.4%  |      |
| 3       | 제임스 E. 피네간           | 민주당 | 13.2%  |      |
| 전 의원 | 로버트 M. 라 폴레트 주니어 | 결과   | 재선   |      |